# Strongylodesma algoaensis
Strongylodesma algoaensis är en svampdjursart som beskrevs av Samaai, Gibbons, Kelly och Davies-Coleman 2003. Strongylodesma algoaensis ingår i släktet Strongylodesma och familjen Latrunculiidae. Inga underarter finns listade i Catalogue of Life.